# Nessa Records
Nessa Records ist ein US-amerikanisches Jazz-Label, das 1967 von Chuck Nessa in Chicago gegründet wurde.

## Geschichte des Labels
Chuck Nessa (* 1944) lernte 1966 Bob Koester, den Besitzer von Delmark Records und des Jazz Record Mart in Chicago kennen, der ihm den Job des Managers des Plattenladens anbot. Dies nahm er an, unter der Bedingung, bei Koester auch eigene Jazz-Platten aufnehmen lassen zu können. So produzierte er 1966 einige Sessions für Delmark mit den Bandprojekten von AACM-Mitgliedern, wie Roscoe Mitchells Sound, Joseph Jarmans Song For, Muhal Richard Abrams’ Levels and Degrees of Light. 1967 gründete er sein eigenes Label Nessa Records und begann mit der Veröffentlichung von Langspielplatten. Mitte der 1970er Jahre arbeitete Nessa mit dem Chicago Jazz Institute zusammen, welches das Chicago Jazz Fest organisierte. Mitte der 1980er Jahre zog er mit seiner Familie nach Whitehall, Michigan. Nach einigen Jahren verminderter Aktivität des Labels aufgrund wirtschaftlicher Schwierigkeiten begann Nessa in den 1990er Jahren sein umfangreiches Archiv-Material auf Compact-Disc-Format zu veröffentlichen, wie in einer 5-CD-Box frühe Aufnahmen von Roscoe Mitchell mit dem Art Ensemble of Chicago aus dem Jahr 1967 sowie neues Material von Anthony Braxton und dem Trompeter John McDonough.
Das Label veröffentlichte Musik von Lester Bowie, Roscoe Mitchell, des Art Ensemble of Chicago (People in Sorrow), Von Freeman, Warne Marsh, Ben Webster, Air, Lucky Thompson, Charles Tyler, Wadada Leo Smith, des NRG Ensemble, Eddie Johnson, Fred Anderson und von Hal Russell/Mars Williams und dem Spontaneous Music Ensemble.
Nessa arbeitete zudem mit Dr Robert E. Sunenblick von Uptown Records zusammen; auf dem Reissue-Label erschienen die historischen Aufnahmen In the Land of Oo-Blah-Dee 1947-1953 des Tenorsaxophonisten Allen Eager und Charles 'Baron' Mingus, West Coast, 1945–49, welche die frühen 78er von Charles Mingus kompilierte.

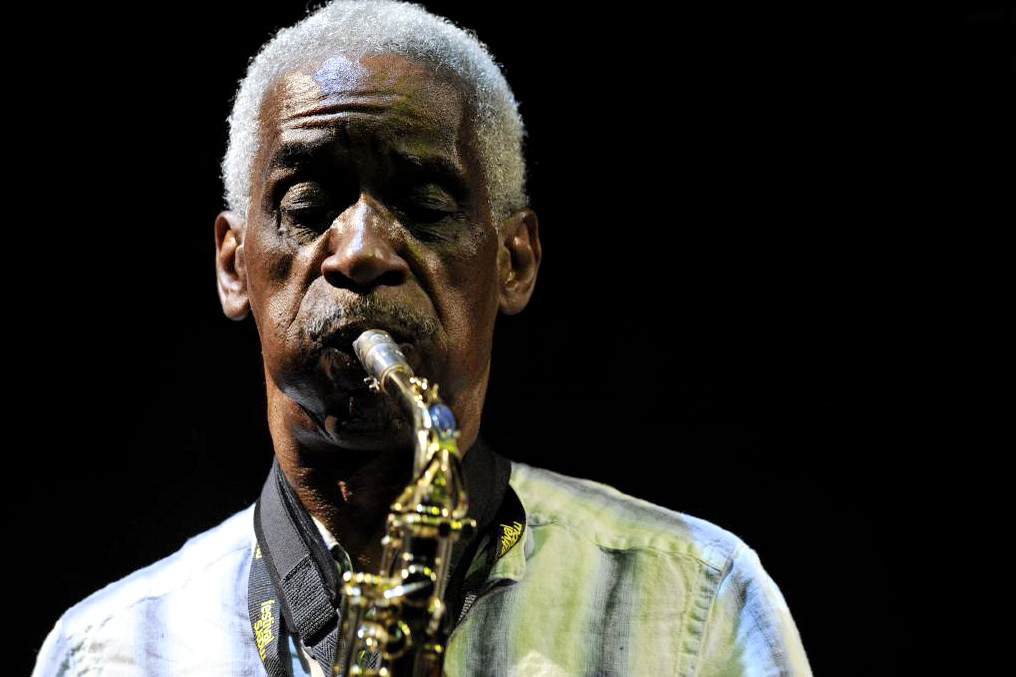
Roscoe Mitchell, moers festival 2009

## Auswahldiskographie
- Art Ensemble of Chicago: Art Ensemble 1967-1968
- Air: Air Time (1977)
- Fred Anderson: The Missing Link (1979)[5]